# 阿蒂拉·S
阿蒂拉·S（英語：Athira S.），印度外交官，現任印度駐斯里蘭卡康提助理高級專員。

## 經歷
阿蒂拉·S來自喀拉拉邦奎隆，並在提鲁沃嫩塔布勒姆的政府醫學院完成了內外全科醫學士學位和兒科專業的研究生學位。在加入印度外事服務之前，她在喀拉拉邦政府衛生服務部門工作了大約6年。
2007年，她加入印度外事服務部。她曾在印度外交部的海外印度人事務第二司擔任副處長。2018年7月起，在印度駐斯里蘭卡高級專員公署的公共信息中心、發展合作部門以及經濟和商業部門任職。自2021年1月起，擔任印度駐賈夫納總領事館的領事。
現任印度駐康提助理高級專員。2023年，高級專員公署慶祝公署成立一百週年。

## 個人生活
阿蒂拉會說馬拉雅拉姆語、英語和僧伽羅語。她的興趣包括閱讀、電影、音樂和旅行。